# Lucio Duvio Avito
Lucio Duvio Avito (in latino: Lucius Duvius Avitus; Vasio Vocontiorum, 14 circa – dopo il 58) è stato un magistrato e senatore romano, console dell'Impero romano.

## Biografia
Homo novus, Avito, figlio di Lucio, è stato ricostruito come avente quasi certamente origine narbonese, e in particolare da Vasio Vocontiorum. Tale origine lo renderebbe concittadino dell'influente prefetto del pretorio Sesto Afranio Burro, che certamente promosse attivamente tutta la carriera di Avito.
Della carriera di Lucio, sono noti da alcune epigrafi mutile solo gli incarichi dalla pretura in avanti: tra gli incarichi precedenti, è probabile che ci sia stato quello di legatus legionis. In ogni caso, dalle epigrafi emerge che Avito, dopo la pretura, fu legatus Augusti pro praetore di rango pretorio della provincia di Aquitania, incarico testimoniato anche da Plinio il Vecchio.
L'incarico successivo vede Avito al vertice dello stato romano: egli fu infatti console suffetto insieme a Publio Clodio Trasea Peto nei mesi di novembre e dicembre del 56. Avito fu anche cooptato nel collegio sacerdotale maggiore degli augures, forse solo dopo il suo consolato.
Subito dopo il termine del mandato consolare, nel 57 Avito fu inviato in Germania inferiore in qualità di legatus Augusti pro praetore di quel distretto militare in sostituzione del conterraneo narbonese Aulo Pompeo Paolino, cognato di Seneca. In questa veste, Avito dovette far fronte al movimento del popolo germanico dei Frisi, guidato da Verrito e Mallorige e spostatosi in territori ad uso dei soldati romani a causa del percepito lassismo da parte dei governatori romani: Avito li inviò a Roma da Nerone, che diede ai due capi frisi la cittadinanza ma intimò loro di ritirarsi dai territori occupati, cosa che i due fecero dopo iniziali esitazioni grazie ad un'incursione della cavalleria ausiliare romana. Tuttavia, nel 58 gli stessi territori furono occupati subito dopo dal popolo degli Ampsivari, la cui causa fu perorata davanti ad Avito dal vecchio filoromano Boiocalo: Avito replicò che la decisione rimaneva nelle mani di Roma, ma che era disposto a dare dei territori a Boiocalo stesso per la dimostrata lealtà ai Romani. Boiocalo rifiutò ritenendo il gesto un tentativo di corruzione, e allora, mentre gli Ampsivari stringevano contatti e alleanze con altri popoli germanici come Bructeri e Tencteri, Avito scrisse al legato di Germania superiore Tito Curtilio Mancia per organizzare un'azione congiunta: Mancia mobilitò le sue legioni oltre il Reno per posizionarsi dietro al contingente di Germani, mentre Avito condusse il proprio esercito nel territori dei Tencteri, minacciando un'azione di sterminio qualora non si fossero dissociati dagli Ampsivari. L'azione ebbe successo: i popoli germanici alleati si allontanarono dagli Ampsivari, e questi si ritirarono in aree occupate da altri popoli fino ad arrivare ad una quasi totale estinzione. Durante il mandato germanico di Avito, è stato ricostruito che abbia prestato servizio, come praefectus alae, anche Plinio il Vecchio, al termine delle sue tres militiae equestri.